# Николай Марангозов
Николай Цанев Нейков, по-известен с псевдонима си Николай Марангозов, е български архитект, писател и поет.

## Биография
Роден е на 2 януари 1900 година в село Късовци (днес квартал на Плачковци), Габровско. Учи в Нейчовци, Ловешко, и в Трявна. През 1920 г. завършва Априловската гимназия в Габрово. От 1921 – 1923 г. е учител в Садово. В периода 1923 – 1932 г. следва архитектура и същевременно работи в Дрезден и Берлин. От 1932 г. е архитект на свободна практика, а през 1942 – 1943 г. е архитект във „Въздушни войски“, през 1946 – 1947 г. – в „Балкантурист“. От 1958 – 1965 г. е главен редактор на списание „Картинна галерия“. По негови проекти са построени аерогарата в София, първите хотели в курорта „Св. Константин“ край Варна и др.
За пръв път печата през 1908 във вестник „Славейче“ в Казанлък. Като гимназист редактира списание „Луна“ в Габрово (1919). Сътрудничи на вестниците „К’во да е“, „Литературен критик“, „Студентска борба“, на списанията „Златорог“, „Смях и сълзи“, „Стара планина“, „Летец“, „Сердика“ и др., на немското списание „Der Sturm“. Превежда предимно поезия – от З. Н. Гипиус, С. П. Шчипачов, Н. С. Тихонов, А. Т. Твардовски. К. В. Симонов, Р. Гамзатов, Й. Бехер, М. Цимеринг, В. Незвал и др. Най-значимата му книга излиза в 1948 година под името „Годишни кръгове. Стихотворения и поеми. 1919 – 1943“.
Автор е на стихотворения и поеми в класически и свободен стих. Обогатява жанрово българската поема с разновидностите поема-репортаж, поема-пътепис, поема-легенда, автобиографична поема и др. Негови псевдоними са Валерий Есен, Любокрас, Николаус.
Умира на 3 ноември 1967 година в София.